# 庙台槭
庙台槭（学名：Acer miaotaiense）是无患子科槭属的植物，是中国的特有植物。庙台槭是1954年由中国植物学家钟补求先生发现并命名，模式标本采自于陕西省留坝县庙台子，故命名为庙台槭，又名留坝槭。分布于中国大陆的甘肃、陕西等地，生长于海拔1,300米至1,600米的地区，常生于阔叶林中，目前已由人工引种栽培。

## 别名
留坝槭（植物分类学报）